# Cicurina tortuba
Cicurina tortuba är en spindelart som beskrevs av Chamberlin och Ivie 1940. Cicurina tortuba ingår i släktet Cicurina och familjen kardarspindlar. Inga underarter finns listade i Catalogue of Life.